# Багаудін Хурш
Багаудін (Бахаддін) Хурш (пол. Bahaedin Hursz, або Багауддін Абдулаєвич Хуршилов; 28 травня 1891, Гуніб, Гунібський округ, Дагестанська область, Російська імперія - 26 вересня 1946, Єгипет) — російський, північнокавказький і польський військовий діяч, активний учасник антирадянського кавказького емігрантського руху. Полковник Російської імператорської армії та Генштабу Війська Польського. Учасник Першої світової, Громадянської, Радянсько-польської (1919—1921) та Німецько-польської (1939) воєн. У роки Другої світової війни — військовий діяч руху Армії Крайова. Військовий представник Народної партії горців Кавказу. Автор робіт з воєнної історії Північного Кавказу. Публікувався під псевдонімом Емір Хасан (пол. Emir Hassan).

## Біографія
За національністю — аварець, онук наїба імама Шаміля — Нурмухаммада Согратлінського на прізвисько «Хурш», що означає «шаркаючи ногами». Народився у фортеці Гуніб Дагестанської області Російської імперії 28 травня 1891 року, в інших джерелах місцем народження вказується родове село його предків Согратль. Батька звали Абдула.

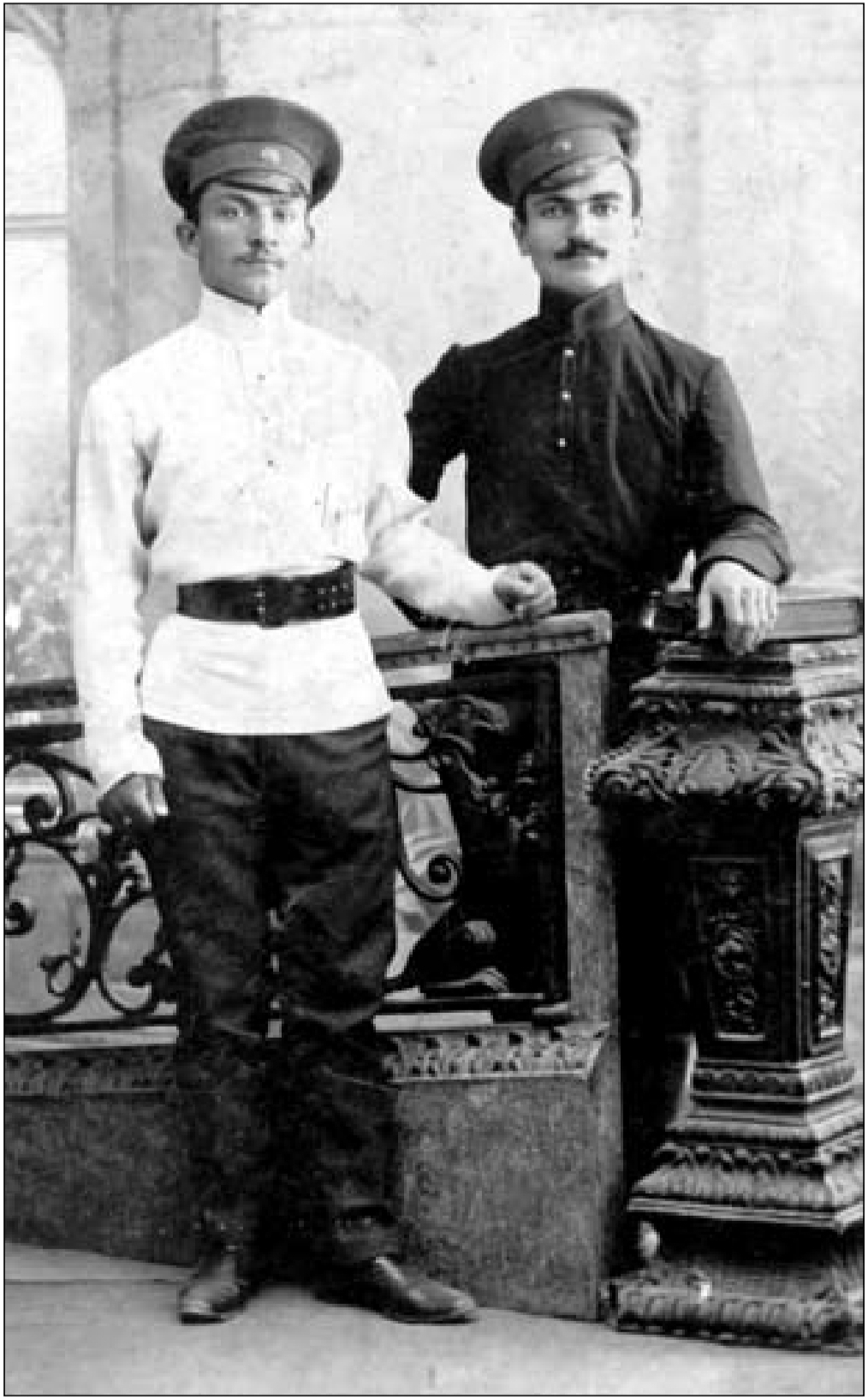
Студенти реального училища Даніял Мавраєв і Багаудін Хуршилов (праворуч). Темір-Хан-Шура, 1910 рік.
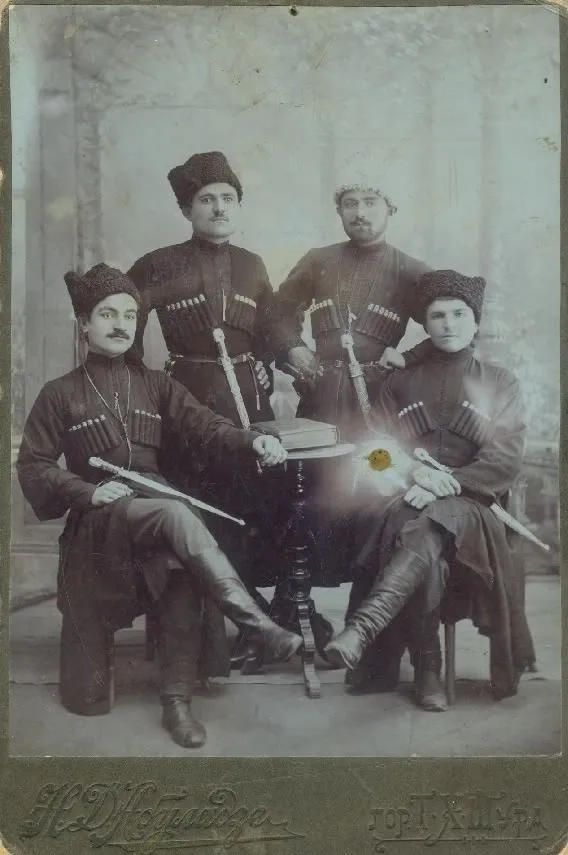
Фотограф І. Д. Абуладзе, Темір-Хан-Шура

1914 року закінчив Єлисаветградське кавалерійське училище. Брав участь у Першій світовій війні у складі Кавказької кавалерійської дивізії. Призначений командиром ескадрону 16-го Тверського драгунського полку, потім помічником командира полку дивізії. Дослужився до полковника й отримав солдатський Георгіївський хрест і золоту шашку.
Після розпаду Російської імперії був включений до керівництва збройних сил Республіки горців Кавказу. Воював під час Громадянської війни в Дагестані проти більшовиків, підтримуючи Нух-бека Тарковського та шейха Узун-Хаджі. За наказом Нух-бека у вересні 1918 року загін Хурша захопив Унцукуль. У жовтні 1918 року Хуршу доручили командування 1-м кінним Чеченським полком. Проходив як свідок у судовій справі Улубія Буйнакського. 1919 року до ліквідації в травні військами Денікіна Республіки горців — командир 2-го кінного Дагестанського полку.
На початку 1920 року продовжив боротьбу з більшовиками у складі зведеного полку Кавказької кавалерійської дивізії загону генерала Бредова. Брав участь у Бредовському поході. Потім вирушив до Стамбула, де на прохання польського генерала Вишневського, з яким він навчався, почав формування добровольчих бойових груп північнокавказьких емігрантів для участі у відбитті вторгнення більшовицької Росії до Польщі. Зібрані ним 226 рядових і 6 офіцерів серед північнокавказців й азербайджанців були включені до Татарського кавалерійського полку імені Мустафи Ахматовича у складі Війська Польського. Хурш сам також перебрався до Польщі для участі у війні у складі полку, воював у чині ротмістра. У серпні 1920 року Татарський полк розформували, за місяць утворили новий підрозділ — «Мусульманський дивізіон», з Хуршем на посаді командира, в жовтні дивізіон прибув на фронт у розпорядження 18-ї піхотної дивізії Війська Польського. 1 листопада підрозділ перейменували у «Партизанський дивізіон ротмістра Б. Хуршилова». У листопаді 1920 року у Ризі почався мирний переговорний польсько-радянський процес, у березні 1921 року підписали договір і війна закінчилася.
За кілька місяців після завершення війни Хурш отримав польське громадянство і продовжив військову кар'єру. Мав також турецьке громадянство, проживав у Туреччині та Франції. З 1928 року жив у Варшаві, перебував у Народній партії горців Кавказу, як її військовий представник. У 1930-ті роки служив як офіцер-контрактник у польській армії. 1930 року отримав звання підполковника. У 1930—1932 роках навчався у Вищій Військовій школі Головного штабу Польської армії. До 1938 року дослужився до полковника, служив заступником командира у 30-му Каневському стрілецькому полку у Варшаві. Призначений начальником Азійського бюро Другого відділу військової контррозвідки Генштабу Війська Польського, займався створенням шпигунської мережі на Кавказі та Близькому Сході.

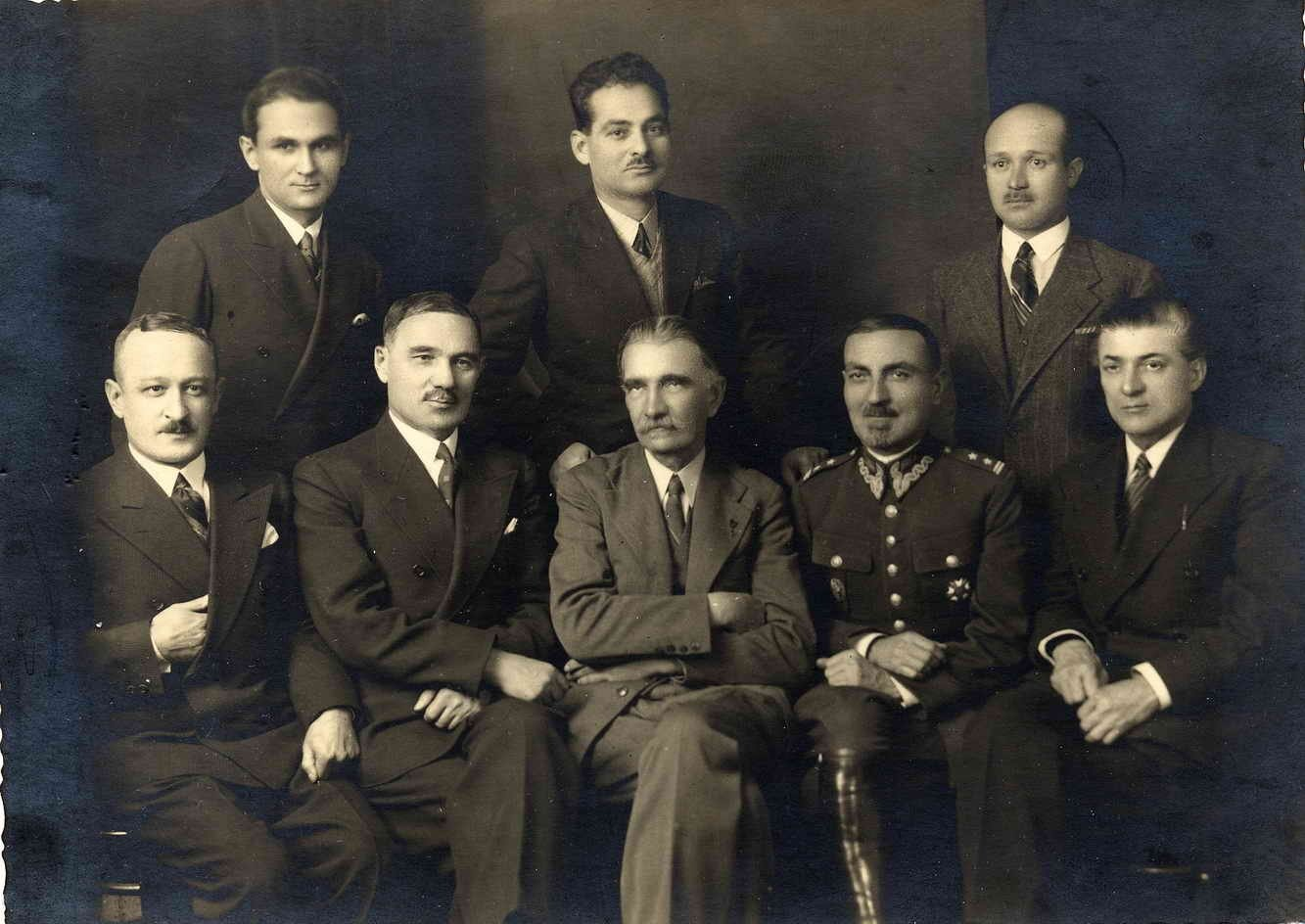
Члени Народної партії горців Кавказу у Варшаві, 1933 року.
Стоять (зліва):,, Ахмет Жанбек Хавжоко
Сидять (зліва): Магомет Чукуа, Магомет-Гірей Сунш, Польський сенатор, полковник Багаудін Хурш, Ібрагім Чулік

1935 року брав участь у конференції прихильників Кавказької конфедерації як один з делегатів від Північного Кавказу в Парижі. Взимку 1935 року при Східному інституті у Варшаві створили спеціальну комісію, що мала на меті розробку уніфікованого алфавіту для мов північнокавказьких народів і створення єдиної мови для всіх північнокавказьких народів. До складу комісії увійшли сенатор Станіслав Седлецький, низка польських професорів і представники кавказьких іммігрантів, одним з яких був Багауддін Хурш.

Хурш з емігрантами біля могили Аріфа Керімі, секретаря Ідиль-Уральського комітету незалежності у Варшаві
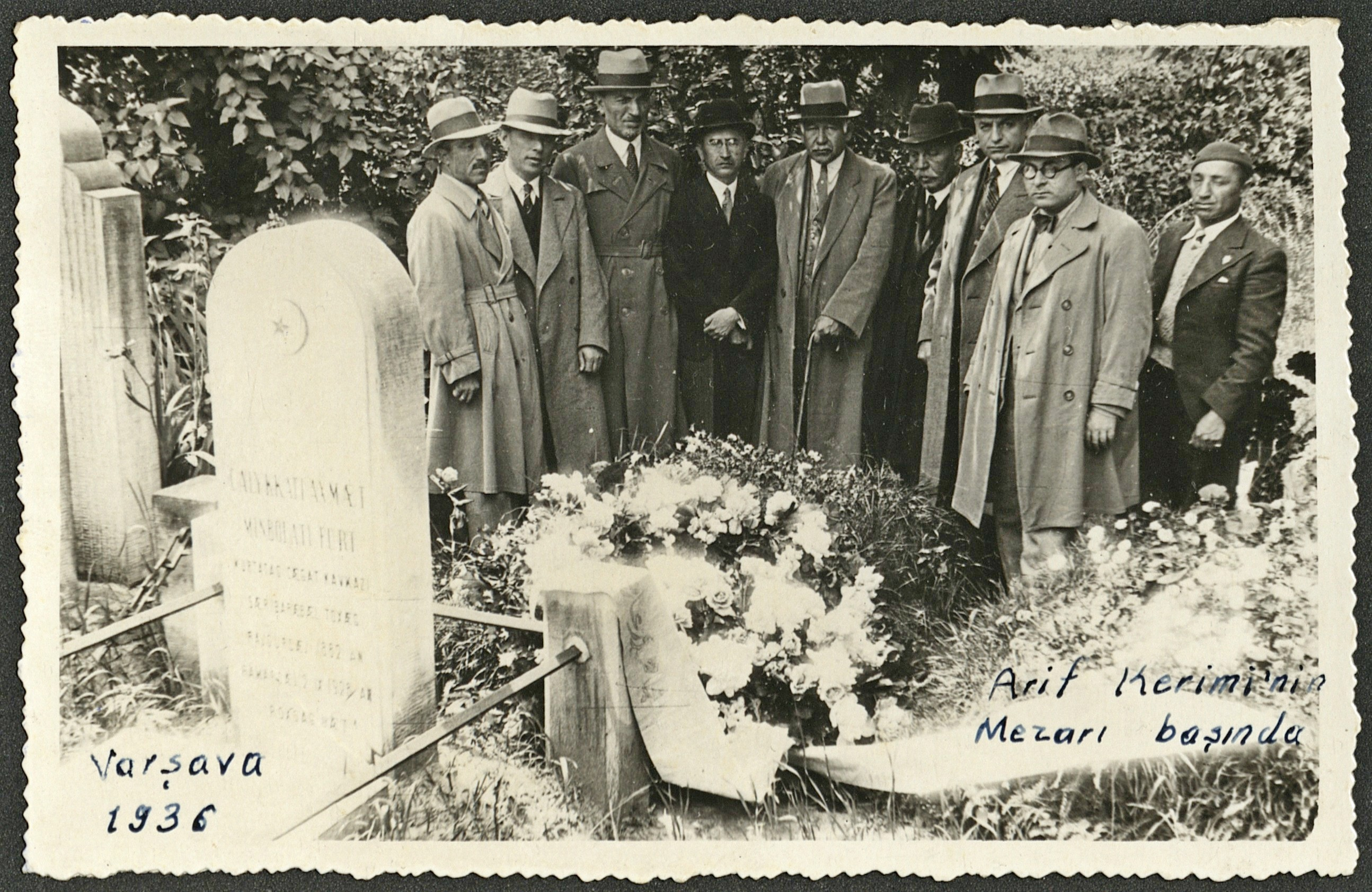
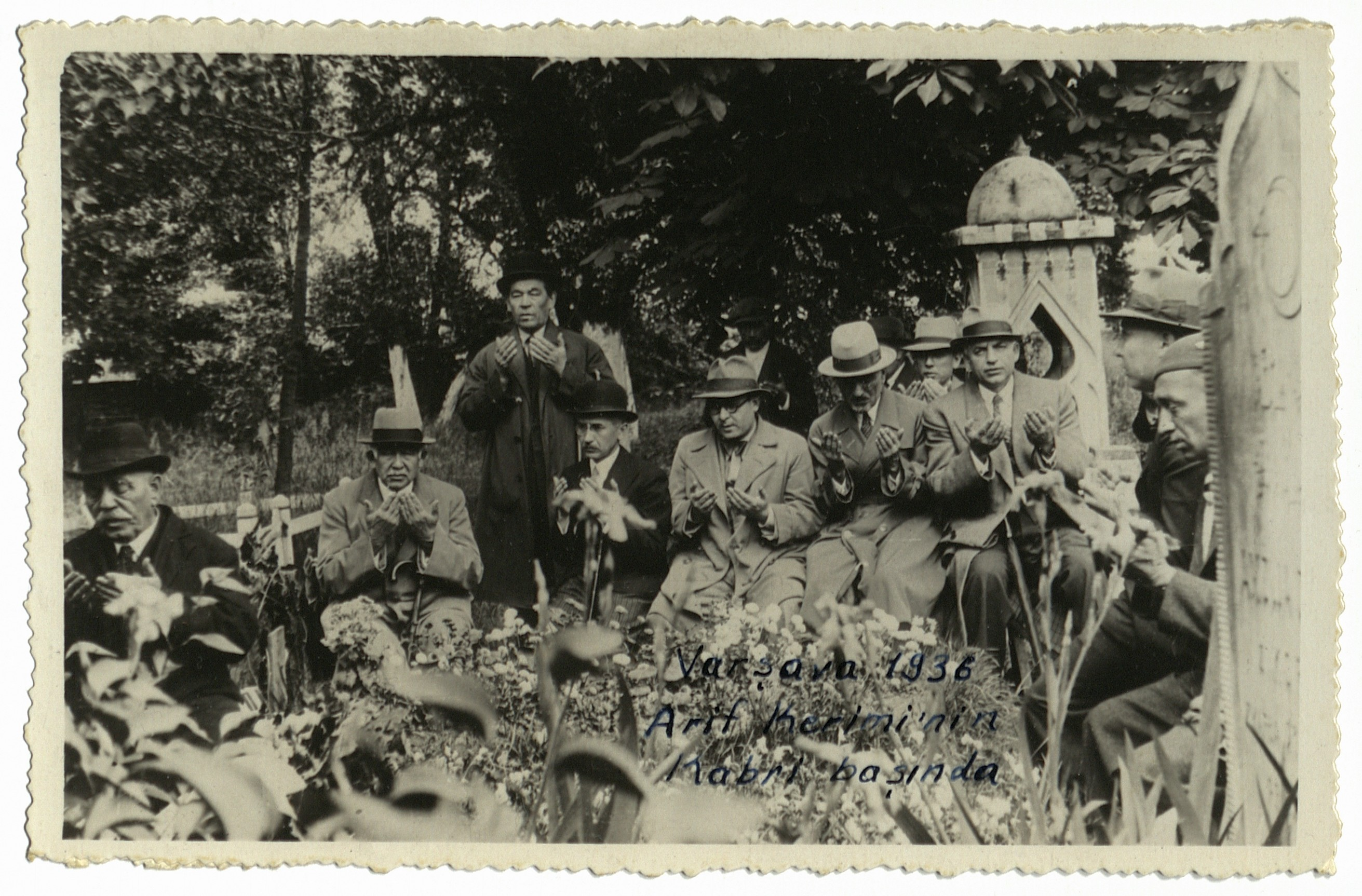

Брав участь в обороні Польщі від нацистської Німеччини. У вересні 1939 року перебував на посаді заступника командира Мазовецької кавалерійської бригади. У Варшаві потрапив під бомбардування. 25 вересня в боях під містом Суховоля отримав важке поранення в ногу, довгий час після цього перебував у шпиталі на лікуванні. Спочатку потрапив у радянський полон у Старобільський табір, потім переведений в один з німецьких таборів. Знайомий Хурша емігрант Асламбек через Східне міністерство Німеччини зумів забрати його з ув'язнення, влаштував на роботу до Північнокавказького комітету під керівництвом Ахмед-Набі Магомедова. Одночасно з цим Хурш визволяв кавказьких червоноармійців з німецького полону, рятуючи від смерті, влаштував втечу своєму дядькові Абдуллі Шейхову — радянському танкісту. У роки війни Багаудін встиг нелегально побувати в Дагестані. Вибрався до Італії, де базувався польський військовий штаб на чолі з генералом Вишневським. Брав участь у діяльності Армії Крайової.
За непрямими даними, з польськими загонами дістався Сирії, брав участь у боях у Єгипті у складі Допоміжного корпусу англійської армії. Помер у єгипетській лікарні 26 вересня 1946 року від туберкульозу. Похований на польському військовому цвинтарі в Ель-Кантарі. Могильна епітафія: «Офіцер резерву Війська Польського полковник Багаутдін Емір Хасан Хурш. 52 роки». За словами історика Майрбека Вачагаєва, «Хурша досі добре пам'ятають у Польщі як героя».

## Сім'я
Під час спроб радянських спецслужб з'ясувати місцеперебування Багаудіна, його родичів або розстріляні НКВС або піддали репресіям. Багаудін мав двох молодших братів-близнюків — Ахмед, який був радянським політичним діячем, і Магомед, знаний як радянський дагестанський письменник і драматург. Обох братів більшовики репресували і відпустили тільки після зречення Багаудіна. Ахмед покінчив життя самогубством.
Незадовго до виїзду з Дагестану одружився з Зумрут, сестрою Тату Булач, у них народилася дочка, обох він вивіз з СРСР у 1930-і роки. Перша дружина померла у Польщі. Вдруге одружився з російською емігранткою Яніною. Сина Хурш назвав Ахмед.

## Творчість
Багаудін Хурш знаний як військовий історик, видавав праці у 1930 — 1940-х роках у Німеччині та Польщі. Був близько знайомий з Абдурахманом Авторхановим. Публікувався в журналах «Горці Кавказу» і «Північний Кавказ», підписувався як «Полковник Генерального штабу» або «Емір Хассан» — другий псевдонім походить від імені його родоначальника. 1938 року в Празі випустив військово-історичне дослідження «Ахульго», книгу написав російською і переведена на польську мову, 1996 року російський текст видали в Махачкалі. Перед початком Другої світової війни віддав на видання книгу «Дагестан і Чечня у 1840—1843 роках», яка мала стати другим томом з п'яти, які Хурш збирався присвятити історії імама Шаміля. У воєнні роки писав статті для друкованого видання «Комітету визволення народів Росії». Там опубліковані його основні роботи «Оборона Салти», «Оборона Гергебіля», «Військова операція в Дагестані 1843 року».
Високу оцінку роботам Хурша дав письменник і публіцист дагестанської діаспори Туреччини Кадіржан Кафли, за його словами, Багаудін — автор «чудових етюдів про військову історію Північного Кавказу. Його статті та твори російською та польською мовами про визвольну війну Кавказу є прекрасними зразками, написаними на цю тему з погляду військового стратега».
Статтю «Оборона Салти» включили до книги «Військова історія аварців», видана 2015 року в Махачкалі. «Військова операція в Дагестані 1843 року» опублікована дагестанським істориком Муртазалі Дугричіловим у серії «Сказання про Дагестан».

## Нагороди
Під час Першої світової війни у складі 16-го драгунського полку Багаудін отримав такі нагороди:
- Орден святої Анни IV ступеня з написом «За хоробрість» (15 квітня 1915)
- Орден святого Рівноапостольного князя Володимира IV ступеня з мечами та бантом (24 червня 1915)
- Орден святого Станіслава ІІІ ступеня з мечами та бантом (25 серпня 1915)
- Орден Святої Анни ІІІ ступеня з мечами та бантом (3 грудня 1916)
- Орден святого Станіслава ІІ ступеня з мечами (18 грудня 1916)
- Георгіївський хрест та золоту шашку[7].

У польській армії 25 травня 1939 року отримав Золотий Хрест заслуги.

## Виноски
1. ↑  Бойова група Хурша спочатку складалася з согратлинців, по дорозі до них приєдналися гімринці[10]